# Targelión

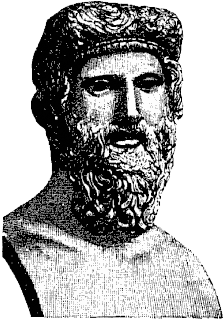
Platón, nacido el séptimo día de targelión

Targelión (en griego antiguo: Θαργηλιών, romanizado: Thargēliōn' en su forma griega original) es el nombre de un mes del calendario ateniense que se corresponde aproximadamente con el mes de mayo.
Durante este mes se celebraban en la antigua Atenas las Targelias, fiestas en honor del hermano de Artemisa, Apolo que era el dios purificador por excelencia, al que se le ofrecía una especie de pastel o sopa de cereales llamado targelos. 
Otras ciudades de estirpe jonia contaban con este mes en su calendario, como Éfeso que lo celebraba especialmente por ser, según la leyenda local, el mes de nacimiento de la diosa Artemisa.
El filósofo Platón nació el séptimo día del mes de targelión.